# Matang Teupah
Matang Teupah is een bestuurslaag in het regentschap Aceh Tamiang van de provincie Atjeh, Indonesië. Matang Teupah telt 845 inwoners (volkstelling 2010).